# Apulischer Zirmet

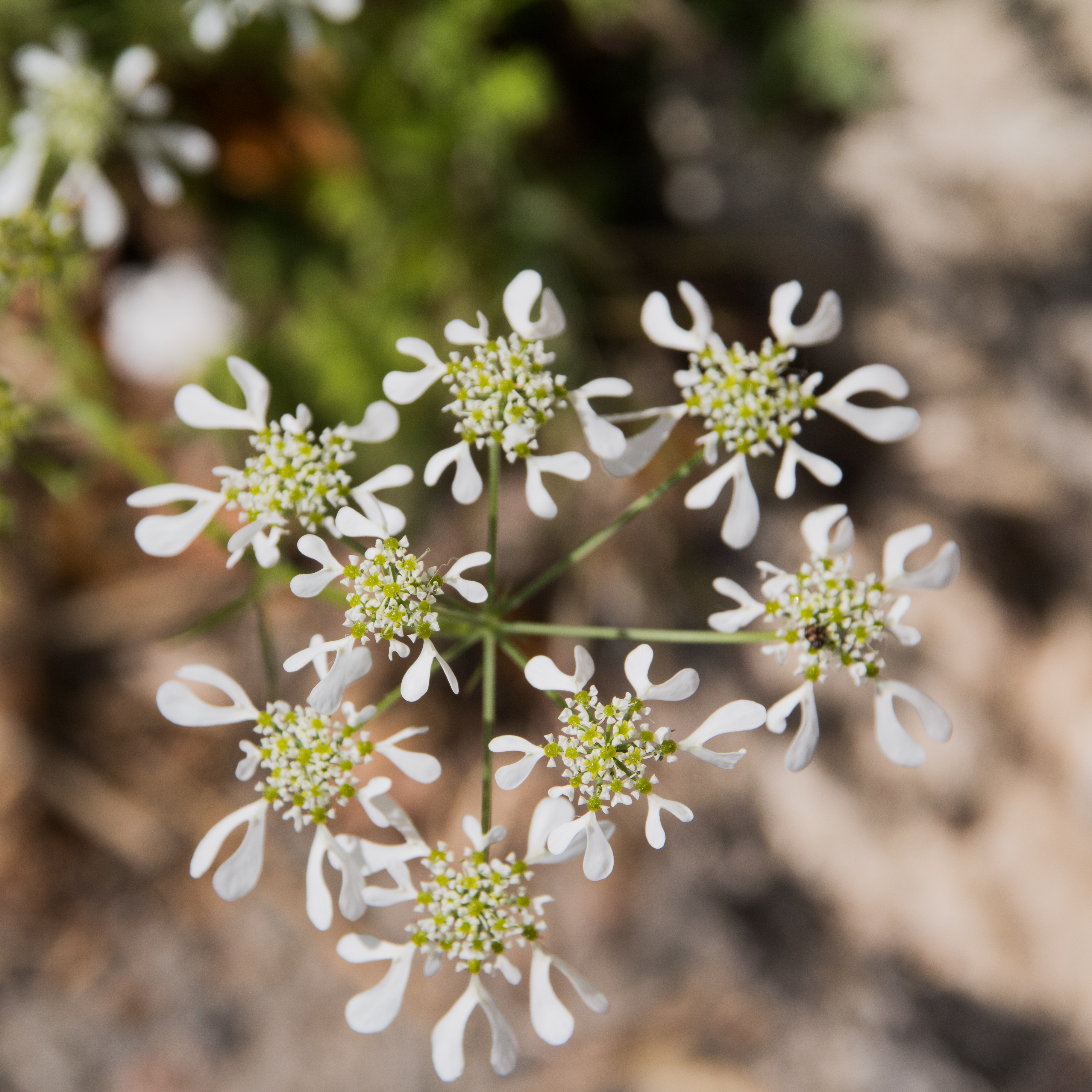
Blütenstand

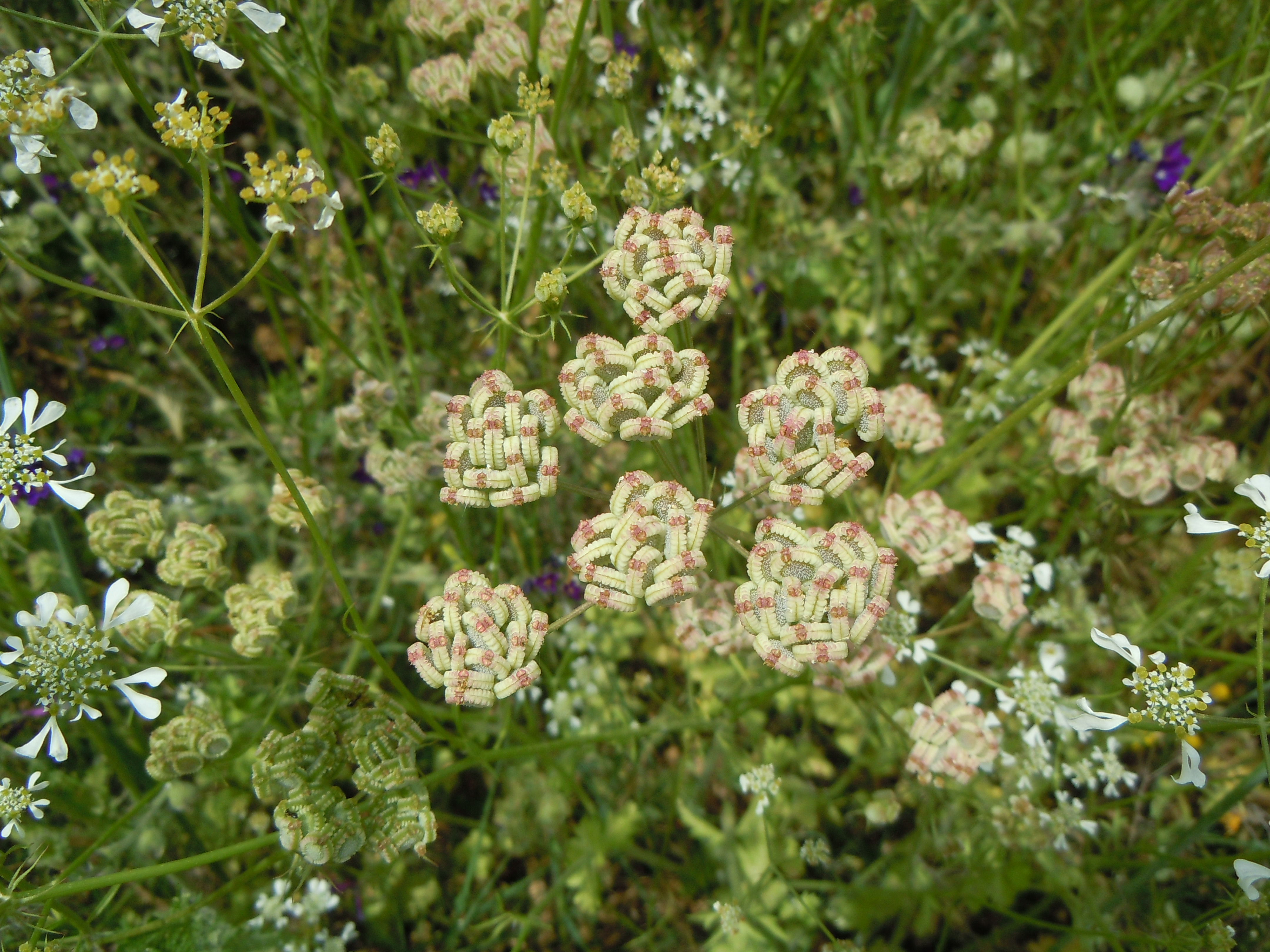
Fruchtstand

Der Apulische Zirmet (Tordylium apulum L.) ist eine Pflanzenart aus der Gattung Zirmet (Tordylium L.) innerhalb der Familie der Doldenblütler (Apiaceae).

## Merkmale
Der Apulische Zirmet ist eine einjährige Pflanze, die Wuchshöhen von 20 bis 60 Zentimeter erreicht. Sie ist mehr oder weniger zerstreut flaumhaarig. Der Stängel ist aufrecht verzweigt, seine Basis ist dicht, weich und abstehend behaart. Die Blätter sind einfach gefiedert. Die Fiederabschnitte der unteren Blätter sind eiförmig und tief eingekerbt, die der oberen linealisch und ganzrandig.
Die Blütendolde ist 3- bis 8-strahlig. Die Hüll- und Hüllchenblätter sind pfriemlich, kurz und steif bewimpert. Die Kelchblätter haben oft unterschiedliche Längen. Die Blüten sind weiß gefärbt. Einzelne (meist nur 4 bis 6) der Randblüten der Döldchen besitzen jeweils ein auffällig vergrößertes, tief zweilappiges und 4 bis 6 Millimeter langes Kronblatt, sind also „strahlend“, und zwar stärker als bei Heracleum. Die Frucht ist rund, 5 bis 8 Millimeter lang, scheibenförmig, auffällig und weich blasig behaart, ihr Rand ist gekerbt und weißlich.
Die Blütezeit reicht von April bis Juli.
Die Chromosomenzahl beträgt 2n = 20.

## Vorkommen
Der Apulische Zirmet kommt im gesamten Mittelmeerraum mit Ausnahme von Marokko und Mallorca vor. Die Art wächst auf trockenem Kultur- und Brachland.

## Taxonomie
Der Apulische Zirmet wurde von Carl von Linné in Sp. Pl.: 239, 1753 erstbeschrieben.